# Primavera (Pará)
Primavera est une municipalité brésilienne située dans l'État du Pará.